# Phlogiellus bicolor
Phlogiellus bicolor là một loài nhện trong họ Theraphosidae.
Loài này thuộc chi Phlogiellus. Phlogiellus bicolor được Embrik Strand miêu tả năm 1911.